# Museu Falológico Islandês
Museu Falológico Islandês (em islandês:  Hið íslenzka reðasafn, [ˈhɪːð ˈistlɛnska ˈrɛːðaˌsapn̥]) é um museu temático localizado na cidade islandesa de Reykjavík. Todo o seu acervo é composto por peças dedicadas ao falo (do latim phallus: um dos vários sinônimos para o pênis).
Fundado em 1997 pelo professor Sigurður Hjartarson, possui um acervo de 280 exemplares de 93 espécies de animais e inclui 55 pênis retirados de baleias e até de ratos. O maior pênis do museu é de uma baleia-azul que tem 1,70 metros de comprimento e o menor exemplar fálico é o de um hamster, com apenas 2 milímetros.
Em julho de 2011, o museu obteve seu primeiro pênis humano, um dos muitos prometidos por possíveis doadores. Seu desprendimento do corpo do doador não saiu conforme o planejado e foi reduzido a uma massa enrugada marrom-acinzentada que foi conservada em um frasco de formalina. O museu continua em busca de "um mais jovem, maior e melhor".
O museu se tornou uma atração turística popular com milhares de visitantes por ano e recebeu atenção da mídia internacional, incluindo o livro Museu Falológico e um documentário canadense chamado The Final Member, que cobre a busca do museu para obter um pênis humano. De acordo com sua declaração de missão, o museu visa permitir que "indivíduos realizem estudos sérios no campo da falologia de maneira organizada e científica".

## História

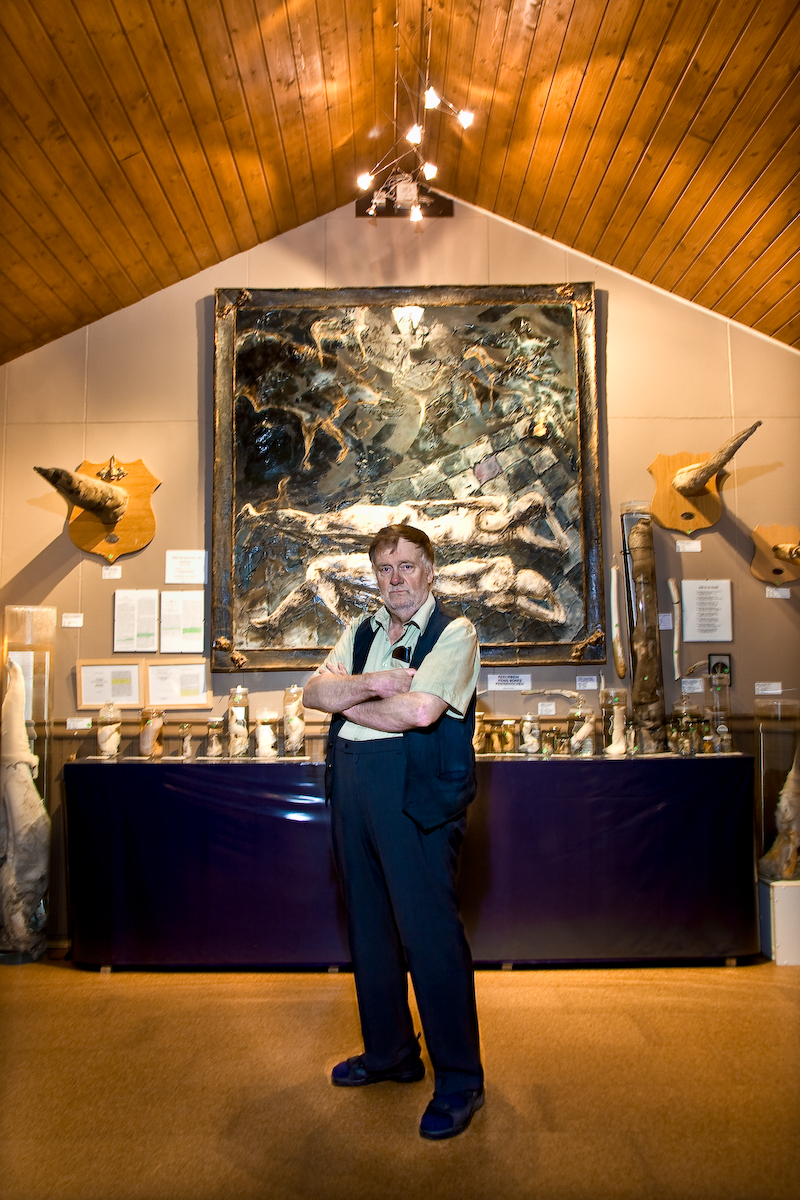
Sigurður Hjartarson, fundador do Museu Falológico Islandês

O fundador do museu, Sigurður Hjartarson, trabalhou como professor e diretor por 37 anos, ensinando história e espanhol no Hamrahlid College de Reykjavík nos últimos 26 anos antes de se aposentar. Quando criança, ele possuía um pênis de touro, que lhe foi dado para usar como chicote de gado. Ele começou a colecionar pênis depois que um amigo ouviu a história do pênis do touro em 1974 e lhe deu quatro novos, três dos quais Sigurður deu a amigos. Conhecidos nas estações baleeiras, começaram a trazer-lhe também pénis de baleia, e a colecção cresceu a partir daí, expandindo-se através de doações e aquisições de várias fontes em toda a Islândia.
Os órgãos dos animais de fazenda vinham dos matadouros, enquanto os pescadores forneciam os dos pinípedes e das baleias menores. Os pênis das baleias maiores vieram de estações baleeiras comerciais. Após a proibição global à caça comercial de baleias implementada pela Comissão Baleeira Internacional em 1986, a aquisição de pênis de se tornou mais difícil. Porém, Sigurður conseguiu continuar a coletar pênis de baleias, extraindo-os de 12 a 16 baleias que são vítimas de encalhes na costa da Islândia todos os anos. Ele também obteve o pênis de um urso polar baleado por pescadores que encontraram o animal à deriva no gelo dos fiordes ocidentais.
Sigurður foi assistido por sua família, embora não sem algum constrangimento ocasional. Sua filha Þorgerður lembra que certa vez foi enviada a um matadouro para coletar um espécime, mas chegou no momento em que os trabalhadores faziam uma pausa para o almoço: “Alguém perguntou: 'O que há na cesta?' Eu tive que dizer: 'Estou coletando um pênis de cabra congelado'. Depois disso eu disse: 'Nunca mais irei coletar para você'". De acordo com Sigurður, “Colecionar pênis é como colecionar qualquer coisa. Você nunca pode parar, você nunca pode recuperar o atraso, você sempre pode conseguir um novo, um melhor."

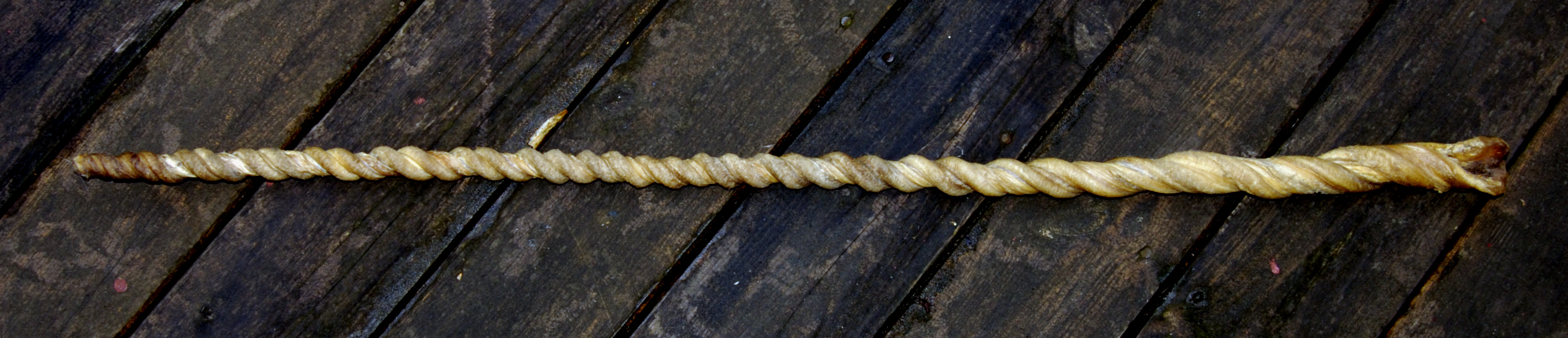
Um chicote semelhante a este feito a partir do tecido fibroelástico do pênis de touro, foi dado ao fundador do museu quando ele era menino e isto despertou um interesse duradouro pelos pênis.

A coleção foi inicialmente guardada no escritório de Sigurður na faculdade até que ele se aposentou do cargo de professor. Ele decidiu, mais como hobby do que como trabalho, colocá-la em exibição pública em Reykjavík e recebeu uma bolsa do concelho municipal de ISK 200 mil para apoiar a abertura de um museu em agosto de 1997. Em 2003, atraía 5.200 visitantes por ano, dos quais 4.200 eram estrangeiros. Ele colocou o museu à venda em 2003, mas também o ofereceu como presente à cidade de Reykjavík. No entanto, ele não conseguiu obter apoio financeiro do estado ou da cidade. Quando se aposentou em 2004, não tinha mais condições de pagar o aluguel das dependências do museu.

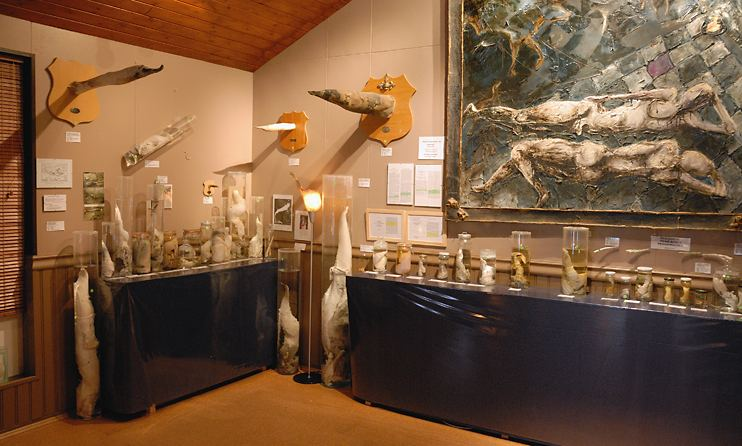
A antiga sala de exposições em Húsavík, 2008

Após sua aposentadoria, ele se mudou com sua coleção para Húsavík, uma vila de pescadores com uma população de cerca de 2.200 pessoas localizada 298 milhas (480 km) a nordeste da capital. O museu ficava em um pequeno prédio onde anteriormente existia um restaurante, que estava marcado com um pênis gigante de madeira e um falo de pedra do lado de fora, na rua. Os habitantes da aldeia inicialmente ficaram céticos em relação ao recém-chegado, mas acabaram aceitando quando foram convencidos de que não havia nada de pornográfico no museu.
Em 2012, ele entregou a coleção ao seu filho, Hjörtur Gísli Sigurðsson (descrito pela Slate como "o único operador hereditário de museu do pênis do mundo"). Foi transferido de Húsavík para a principal rua comercial de Reykjavík, em Laugavegur 116. Sua antiga localização em Húsavík agora abriga O Museu de Exploração. Uma oferta de um alemão rico para comprar o museu por ISK 30 milhões (US$ 232 000/€ 186 000) e uma proposta para transferi-lo para o Reino Unido foram rejeitadas, já que Hjörtur insiste que "o museu tem que estar na Islândia". Ele pretende continuar adquirindo novos pênis porque você “sempre pode conseguir um melhor e mais novo ... um tamanho maior ou um formato melhor, sabe?"
De acordo com o antropólogo da Universidade da Islândia, Sigurjón Baldur Hafsteinsson, a tolerância dos islandeses em relação ao museu é um indicador de como a sociedade islandesa mudou desde a década de 1990, quando um governo neoliberal recém-eleito promoveu uma visão mais aberta sobre entretenimento, criatividade e turismo que "permitiu novas ideias surjam publicamente". Ele documentou a importância do papel do museu na cultura islandesa em um livro, Museu Falológico.

## Coleção

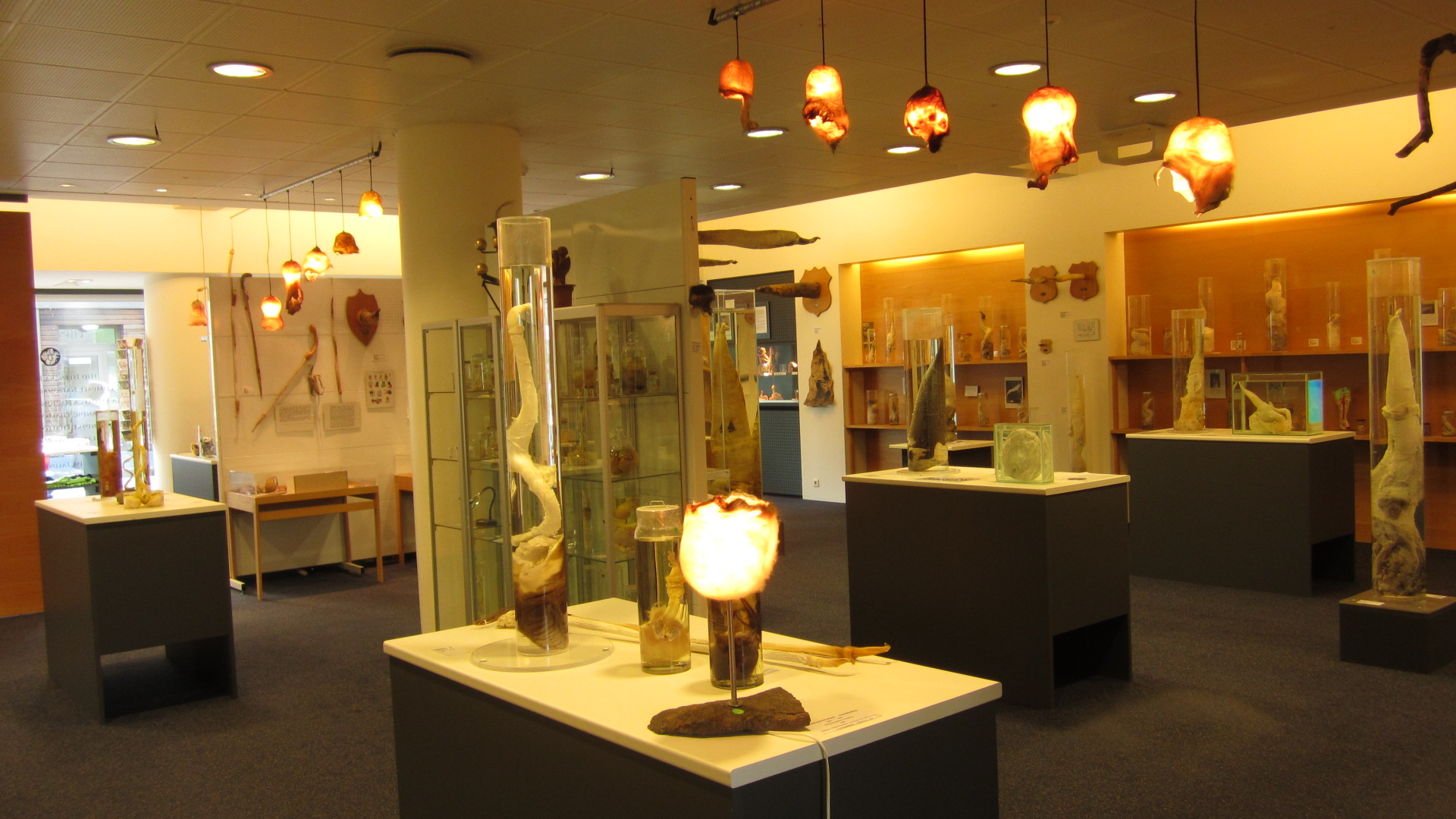
Coleção de pênis com tons claros de escroto de touro na nova sala de exposições do Museu Falológico Islandês em Reykjavík

Segundo o site do museu, o acervo é composto por 280 exemplares de 93 espécies de animais. Eles variam de alguns dos maiores a alguns dos menores pênis do mundo animal. Sua maior exibição é uma porção do pênis de uma baleia-azul medindo 170 cm de comprimento e pesando 70 kg, que a Iceland Review apelidou de "um verdadeiro Moby Dick". O espécime é apenas a ponta, pois todo o órgão, quando intacto, teria cerca de 5 m de comprimento e pesava cerca de 450 kg. O báculo de um hamster, apenas 2 milímetros (0,08 pol) de comprimento, é o menor item da coleção e precisa de uma lupa para ser visualizado. Sigurður descreveu a coleção como o produto de "37 anos colecionando pênis. Alguém tinha que fazer isso".

Placa do Museu Falológico Islandês

O museu também tem uma "seção de folclore" exibindo pênis mitológicos; seu catálogo online lista espécimes retirados de elfos, trolls, kelpies e "The Nasty Ghost of Snæfell". Sigurður diz que o pênis do elfo, que o catálogo do museu descreve como "excepcionalmente grande e velho", está entre seus favoritos. Não pode ser visto, pois o folclore islandês afirma que elfos e trolls são invisíveis. O site do museu afirma que ele permite "aos indivíduos realizar estudos sérios no campo da falologia de forma organizada e científica", dando o devido destaque a um campo que até agora era apenas "um campo de estudo limítrofe em outras disciplinas acadêmicas, como história, arte, psicologia, literatura e outras áreas artísticas como música e balé". O museu pretende coletar espécimes de pênis de todos os mamíferos da Islândia. Ele também exibe obras de arte fálicas e objetos relacionados ao pênis ou "falobilia", como abajures feitos de escrotos de touros. Outras exposições variam "de uma gravura do século XVIII representando a circuncisão de Cristo a uma chupeta de pênis de plástico do século XX". A maior parte da coleção foi doada e a única compra até agora foi um pênis de elefante medindo quase 1 m de comprimento. Os pênis são preservados em formaldeído e exibidos em frascos ou são secos e pendurados ou montados nas paredes do museu. Os pênis folclóricos também incluem os de um tritão, um monstro de uma perna, um braço e um olho só chamado Beach-Murmurer, um Enriching Beach Mouse (diz-se que tira "dinheiro do mar para enriquecer seu dono") e um rapaz islandês de Natal encontrado morto no sopé de uma montanha em 1985 e cujo pênis foi apresentado ao museu por um ex-prefeito de Reykjavík.

### Pênis humano

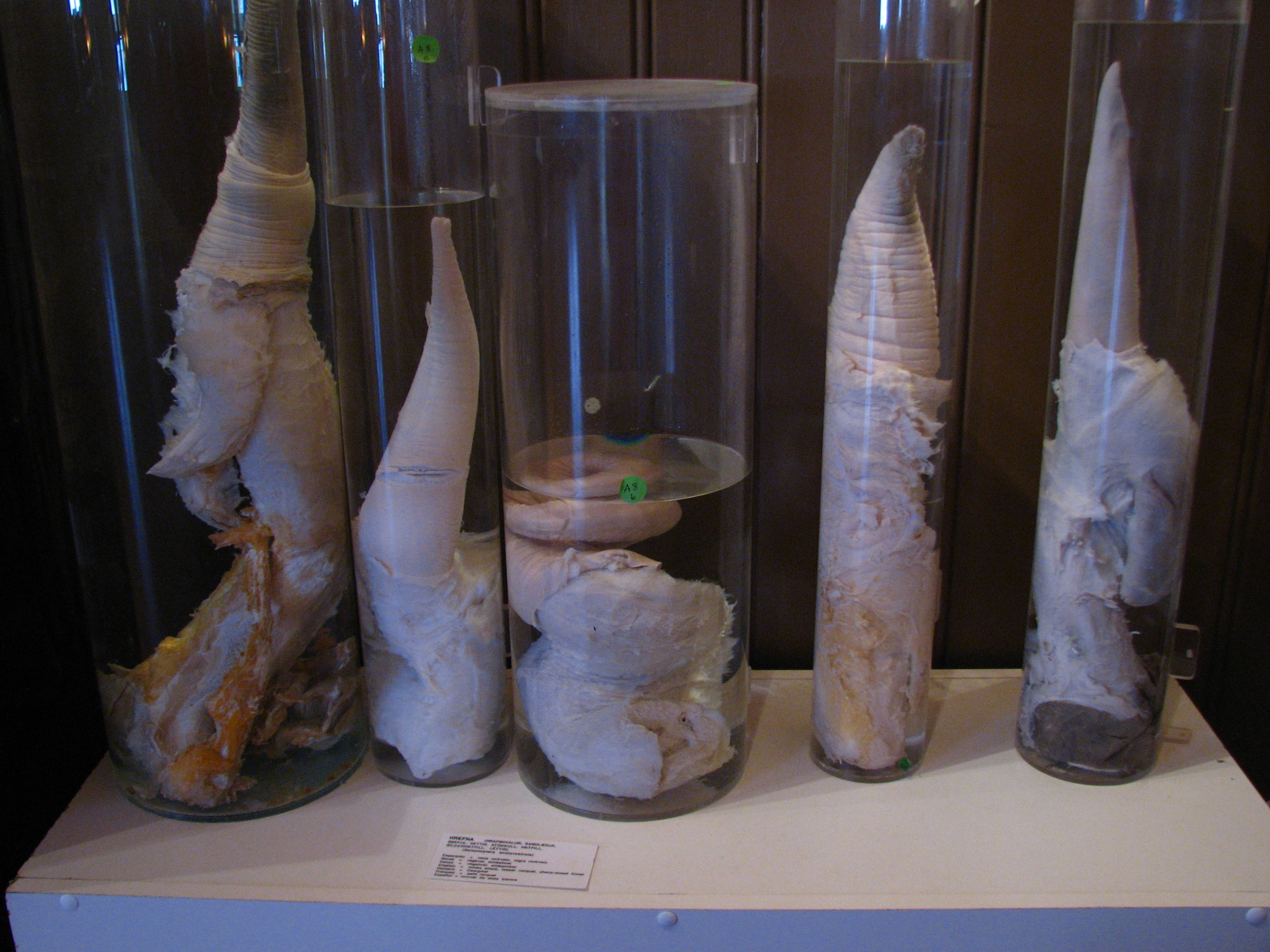
Pênis de baleias minke em exposição no museu

Por muitos anos, o museu procurou obter um pênis humano. Sigurður conseguiu obter testículos humanos e um prepúcio de dois doadores separados; o prepúcio foi doado pelo Hospital Nacional da Islândia após uma operação de circuncisão de emergência. O museu também contém esculturas de 15 pênis com base na seleção masculina de handebol da Islândia. Como a equipe havia conquistado a medalha de prata nos Jogos Olímpicos de Pequim em 2008, os pênis eram feitos de um material prateado. Segundo Sigurður, eles não são exibidos na mesma ordem que os indivíduos mostrados na fotografia que os acompanha. Em uma entrevista, Hjartason sugeriu que "suas esposas os reconheceriam". De acordo com Slate, essas esculturas foram criadas pela filha de Sigurður, Þorgerður Sigurðardóttir, e foram baseadas em sua própria experiência, e não em qualquer conhecimento da equipe. O goleiro do time nega que as esculturas sejam engessadas.
Até agora, o museu recebeu promessas de quatro homens — um islandês, um alemão, um americano e um britânico — para doarem os seus pénis. O cineasta canadense Zach Math comenta que o americano Tom Mitchell "é um cara comum, mas tem essa peculiaridade de pensar em seu pênis como uma entidade separada de seu corpo - Elmo. Ele tem o sonho de que ele seja o pênis mais famoso do mundo". De acordo com Sigurður, Mitchell "queria ter seu pênis cortado ainda durante sua vida e depois visitar o museu". Mitchell enviou um molde de seu pênis para servir como substituto nesse meio tempo, junto com fotos dele vestido como Papai Noel e Abraham Lincoln. O doador também tatuou seu pênis com a bandeira dos Estados Unidos para torná-lo mais atraente. Ele diz que "sempre pensei que seria muito legal meu pênis ser a primeira verdadeira celebridade peniana" e fez dele a estrela de sua própria história em quadrinhos, Elmo: Adventures of a Superhero Penis.
O doador islandês era um homem de 95 anos da vizinha Akureyri, que teria sido um mulherengo na juventude e queria doar seu pênis ao museu para garantir sua “fama eterna”. Sigurður disse que, mesmo aos 95 anos, o doador permaneceu ativo, “tanto na vertical como na horizontal”. No entanto, o doador disse estar preocupado porque “seu pênis está encolhendo à medida que ele envelhece e ele está preocupado que isso possa não ser uma exibição adequada”. Seu pênis teve prioridade sobre os doadores não islandeses, de acordo com a missão do museu de exibir órgãos de mamíferos islandeses. Retirar e preservar não foi uma tarefa fácil, como explicou Sigurður: “O doador e os médicos estão de acordo, deve ser tomado enquanto o corpo está quente. Em seguida, sangre e bombeie. Se esfriar você não pode fazer nada, então [o doador] está ansioso para que seja aquecido e tratado para ser preservado com dignidade".

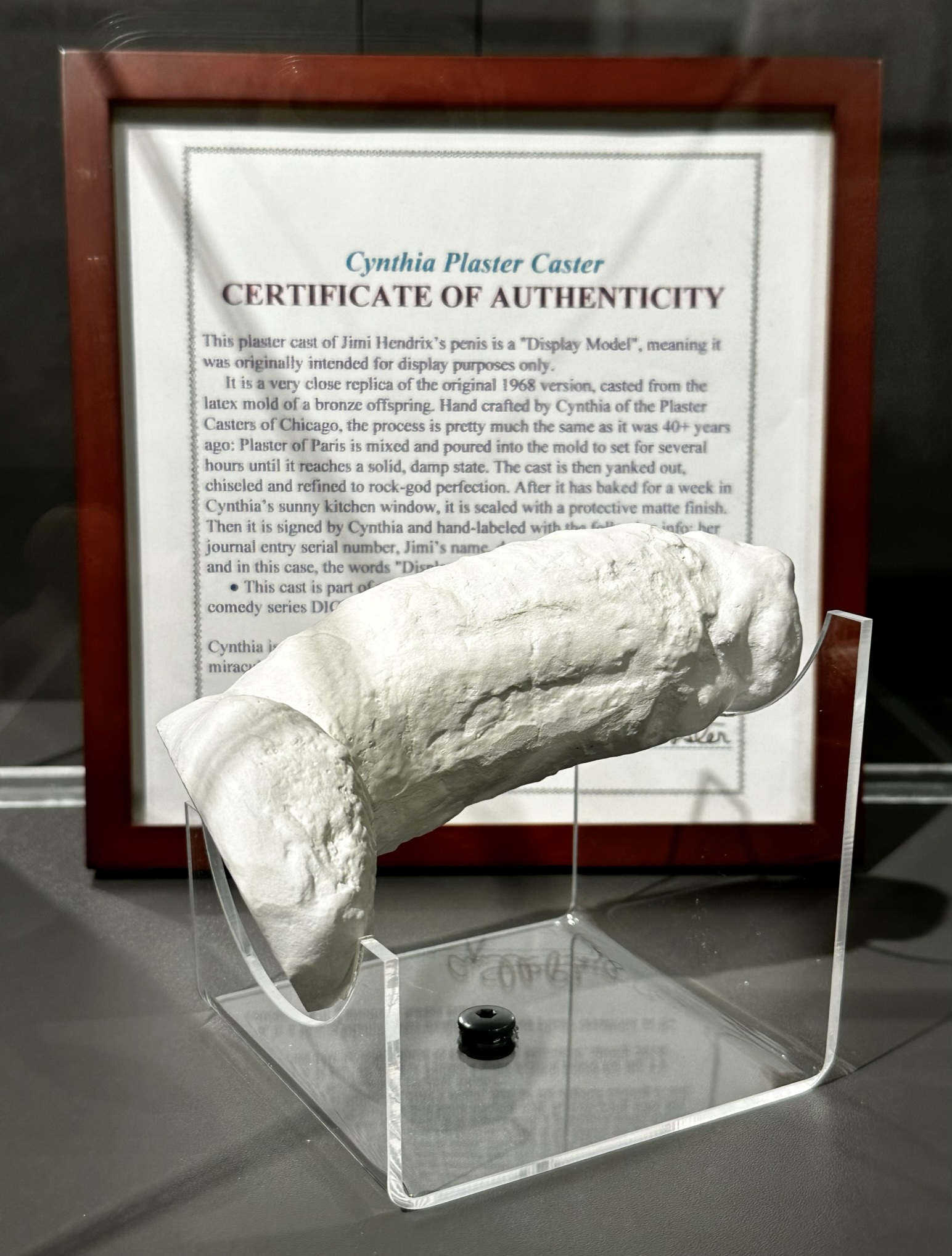
Molde do pênis de Jimi Hendrix em exposição no museu

Em janeiro de 2011, o doador islandês morreu e seu pênis foi removido cirurgicamente para que pudesse ser adicionado à coleção do museu. A penectomia não foi totalmente bem-sucedida e deixou o pênis "uma massa marrom-acinzentada e enrugada". Segundo Sigurður, “devia ter esticado e costurado atrás para mantê-lo mais ou menos na posição normal”. Em vez disso, “foi diretamente para o formaldeído”. Embora desapontado com os resultados, Sigurður expressou confiança de que "em breve terei um mais jovem, maior e melhor". A reação mais comum dos visitantes ao pênis humano preservado é "que é muito velho, você sabe, um pouco encolhido, e os membros do sexo masculino [ sic ] dizem 'ah, espero que o meu não fique assim quando eu envelhecer'". Sigurður considerou doar seu próprio pênis ao museu quando morrer, mas disse que isso depende de sua esposa: “Se ela morrer primeiro, meu espécime irá para aqui. Se eu morrer primeiro, bem, não posso dizer. Ela pode dizer não.".
O escritor e ator americano Jonah Falcon, conhecido por ter um pênis de tamanho impressionante, foi convidado pelo museu por meio do The Huffington Post a doar seu membro após sua morte. Foi anunciado em maio de 2014 que Falcon havia aceitado a proposta, sugerindo uma exibição ao lado de um cachalote a ser chamado de "Jonas e a baleia", segundo a história bíblica.
Em maio de 2022, o museu anunciou que exibiria um molde de gesso do pênis ereto de Jimi Hendrix, criado em 1968 em Chicago por Cynthia Plaster Caster. A famosa groupie, cujo nome verdadeiro era Cynthia Albritton, doou o item ao museu em abril de 2022, pouco antes de sua morte.
Em dezembro de 2024, o museu passou a expor um molde do pênis ereto de Matt Bar com 36cm de comprimento, o maior molde confirmado de um pênis humano.

## Cinema
O museu é tema de The Final Member, filme dos documentaristas canadenses Zach Math e Jonah Bekhor. Ele traça o perfil de Sigurður e sua busca para obter um pênis humano para o museu, contando a história dos doadores americanos e islandeses e examinando a natureza quase tabu da coleção do museu. Bekhor diz: “Eu não diria que é um teste de Rorschach, mas dependendo de como você reage a ele, isso realmente diz muito sobre qual é a sua relação com esse elemento da anatomia humana. É um fenômeno realmente interessante e estamos muito curiosos para ver como o público responde.” O filme estreou em 1º de maio de 2012 no Hot Docs Canadian International Documentary Festival.